# Падар (Дагестан)
Пада́р — село в Дербентском районе Республики Дагестан. Образует муниципальное образование «село Падар» со статусом сельского поселения, как единственный населённый пункт в его составе.

## Географическое положение
Населённый пункт расположен на правом берегу реки Ярманталарасы, вдоль федеральной трассы Р217 Кавказ, в 25 км к северо-западу от города Дербент.

## История
Аварцы и северные кумыки часто именуют всех терекеменцев Дагестана названием — Падар. Название Падар сами жители толкуют по разному. В греческих хрониках встречается «паддири». Основа ничего общего с латинским «падре» не имеет. Разрозненные племена падаров осели не только в Дагестане. В Азербайджанской Республике имеются поселения с названием Падар. Сохранившиеся надгробные памятники, которые удалось прочитать в селе Падар, датируются 1400-ми годами.
Предки азербайджанской части жителей села Падар происходят из тюркских племён Закавказья.

## Население
| 1895  | 1926  | 1939  | 1970  | 1989  | 2002  | 2010  |
| ----- | ----- | ----- | ----- | ----- | ----- | ----- |
| 289   | ↗365  | ↗454  | ↗1782 | ↘1329 | ↗2125 | ↗2266 |
| 2012  | 2013  | 2014  | 2015  | 2016  | 2017  | 2018  |
| ↗2303 | ↗2321 | ↗2336 | ↗2351 | ↘2330 | ↗2332 | ↘2306 |
| 2019  | 2020  | 2021  | 2023  | 2024  | 2025  |       |
| ↘2295 | ↗2317 | ↘1991 | ↘1954 | ↘1950 | ↘1935 |       |

Национальный состав
По результатам Всероссийской переписи населения 2021 года:
| Народ         | Численность, чел. | Доля от всего населения, % |
| ------------- | ----------------- | -------------------------- |
| азербайджанцы | 1789              | 89,85 %                    |
| даргинцы      | 143               | 7,18 %                     |
| другие        | 59                | 2,97 %                     |
| всего         | 1991              | 100 %                      |